# Stævnet
Stævnet (dänisch: Das Treffen) oder Kopenhagen XI war eine dänische Auswahlmannschaft. Sie rekrutierte sich seit 1904 aus mehreren – im weiteren Verlauf bis zu elf – Fußballvereinen der Hauptstadt, den sogenannten „Stævnet-Vereinen“ (dänisch: „Stævneklubberne“) und existierte offiziell bis zum Jahre 1994. Das Stævnet-Team nahm vor allem in den Jahren von 1955 bis 1960 und zwischen 1961 und 1964 für Dänemark am europäischen Messepokal, dem Vorgänger des UEFA-Pokals, teil. In den anderen Pokalwettbewerben, also dem Europapokal der Landesmeister und dem Europapokal der Pokalsieger, spielten hingegen reine Kopenhagener Vereinsmannschaften, insofern sie sich dafür qualifiziert hatten. Ab Beginn der 1970er-Jahre verlor die Mannschaft zunehmend an Stellenwert.
Die Mannschaft bestand zwar üblicherweise aus Spielern der „Stævneklubberne“, aber zeitweise verstärkten auch Akteure anderer dänischer Klubs das Team auf Leihbasis. Als die Elf im Jahre 1958 zwei Partien gegen den FC Chelsea absolvierte, kamen alleine acht bzw. sieben Spieler von dem Verein BK Frem Kopenhagen. Den Großteil der Freundschaftsspiele bestritt die Mannschaft gegen englische Gegner. Den Höhepunkt bildete hingegen am 10. Mai 1960 zweifelsfrei das Aufeinandertreffen mit dem amtierenden Weltmeister aus Brasilien, das die dänische Auswahlmannschaft nur mit 3:4 verlor.

## Mitglieder
Die fettgedruckten Klubs wurden als Kernvereine der Stævnet-Auswahl angesehen. In Klammern ist der Beginn der Mitgliedschaft angeführt.
- B.93 Kopenhagen (ab 1904)
- KB Kopenhagen (ab 1904)
- AB Kopenhagen (ab 1912)
- B1903 Kopenhagen (ab 1912)
- BK Frem Kopenhagen (ab 1912)
- Fremad Amager (ab 1949)
- ØB (ab 1949)
- Køge BK (ab 1955)
- Skovshoved IF (ab 1955)
- Hvidovre IF (ab 1964)
- Kastrup (ab 1976)

## Wichtige Spiele der Auswahl
Messepokal
- 1955:
  - FC Barcelona – Stævnet 6:2
- 1956
  - Stævnet – FC Barcelona 1:1
- 1958
  - Stævnet – FC Chelsea 1:3
  - FC Chelsea – Stævnet 4:1
- 1961
  - Dinamo Zagreb – Stævnet 2:2
  - Stævnet – Dinamo Zagreb 2:7
- 1962
  - Hibernian Edinburgh – Stævnet 4:0
  - Stævnet – Hibernian Edinburgh 2:3
- 1963
  - Stævnet – FC Arsenal 1:7
  - FC Arsenal – Stævnet 2:3

Freundschaftsspiele
- 1911
  - Stævnet – Sheffield Wednesday 2:3
- 1921
  - Stævnet – Glasgow Rangers 1:2
- 1954
  - Stævnet – Dynamo Moskau 1:2
- 1960
  - Stævnet – Brasilien 3:4
- 1962
  - Stævnet – Benfica Lissabon 4:5